# Alfred Tonello
Alfred Tonello (París, 11 de març de 1929 - Bondy, 21 de desembre de 1996) va ser un ciclista francès, que fou professional entre 1953 i 1958.
El 1952, com a ciclista amateur, va prendre part en els Jocs Olímpics de Hèlsinki de 1952, en què guanyà la medalla de bronze de la contrarellotge per equips, junt a Jacques Anquetil i Claude Rouer. Com a professional destaca una victòria d'etapa a la Volta a Catalunya de 1956.

## Palmarès
- 1952 (amateur)
  -  Medalla de bronze a la contrarellotge per equips dels Jocs Olímpics
  - 1r del Tour de l'Illa de França i vencedor d'una etapa
- 1953
  - 1r al Tour de l'Oise i vencedor d'una etapa
- 1954
  - 1r a Riom
- 1956
  - Vencedor d'una etapa a la Volta a Catalunya

### Resultats al Tour de França
- 1953. 49è de la classificació general
- 1954. 58è de la classificació general